# Espace vécu
L’espace vécu découle de la pratique qu'en a l'usager ou l'habitant et de la représentation qu'il s'en fait.

## Origine
La notion d'espace vécu a été créée et expliquée par Armand Frémont dans plusieurs textes à partir de 1972 puis dans La région, espace vécu, paru en 1976. Elle s'inscrit dans le tournant culturel qu'a pris la géographie dans les années 1970 en s'ouvrant aux sciences humaines et sociales comme la sociologie, l'anthropologie et la psychologie.

## Une typologie originale

### Espace aliéné contre espace vécu
Dans le chapitre II de son ouvrage, Armand Frémont définit l'espace vécu comme l'opposé de l'espace aliéné né de la révolution industrielle. Il pointe du doigt le dépouillement des valeurs et des repères de cet espace opéré par des fonctionnements de plus en plus mécanisés. Cela s'accompagne d'une perte de lien entre l'homme et l'espace du quotidien. A contrario, en le réinvestissant, en se le réappropriant de par sa perception et sa pratique, l'homme et son espace s'harmonisent. L'espace vécu vise à l'épanouissement et au bonheur des individus.

### L'espace du présent
Armand Frémont analyse deux modes de réflexion et de gestion spatiales qui ont touché la société française des années 1970 :
- D'une part, il y a la recherche d'un passé révolu, d'un espace ancien, traditionnel qui se traduit par l'attrait pour les villages et les centres-villes historiques de la bourgeoisie, notamment et par des politiques de conservation et de rénovation. La discipline géographique est sclérosée par la nostalgie d'une sorte d « âge d'or ».
- D'autre part à partir des années 1950, début des Trente Glorieuses, on observe une tendance à la modernisation à outrance particulièrement nette dans les aires urbaines. Toute une série de projets et de plans d'aménagement vont accélérer l'urbanisation sans autre limite que la croissance économique. Entre les deux, à un point d'équilibre, l'espace vécu est l'espace de la vie, du mouvement et du présent et doit donc être analysé et perçu au présent.

### Une notion révolutionnaire: l'exemple des Algériens pendant la guerre d'Algérie
Armand Frémont écrit que « l'espace vécu, celui qui retrouve toutes les valeurs de la vie, ne saurait être que révolutionnaire ». Il prend l'exemple de la guerre d'Algérie, entre 1954 et 1962. Il insiste sur le cadre régional de ces évènements. Ils sont spatialisés et permettent aux Algériens de réinvestir autant physiquement que symboliquement les différents territoires du pays. Ainsi les combattants trouvent refuge dans les régions de montagne comme les Aurès ou la Kabylie. Ces espaces préservés de la colonisation sont perçus comme des symboles de l'identité et de la souveraineté algérienne. De même les Kasbah des villes construits comme de vrais labyrinthes montrent à quel point la connaissance pratique d'un espace peut constituer un avantage face au savoir théorique des soldats français. Ces luttes ont permis de recréer du symbole et du mythe autour de ces lieux typiques. On parle de « djebel-forteresse » ou de « forêt-refuge » comme de maison familiale. 
De nouvelles fonctions vont conditionner le devenir de ces lieux que les Algériens se réapproprient. Le lien entre les hommes et leur(s) espace(s) de vie est alors rétabli.

## La géographie de l'espace vécu

### Créer et non pas produire de l'espace
L'auteur invite les urbanistes et les politiques à une redéfinition de la conception spatiale. Plutôt que le terme de « production d'espace » qui induit une logique de régulation et de domination sur l'espace, il préfère employer « création », car de l'esprit de l'urbaniste jaillit une œuvre à part entière. De même on parlera d'art de l'espace plutôt que d'aménagement.

### «La région, espace vécu»
La région est une échelle propice à l'appréhension de la notion d'espace vécu. En effet, elle fait figure d'intermédiaire entre l'espace quotidien, familial et familier et des horizons plus lointains, imaginés et idéalisés. Malgré tout, le cadre régional a perdu son sens. Il est parfois trop grand et pluriel pour qu'il y ait réelle identification. Les limites administratives ne sont pas nécessairement celles des usages ou du cœur.

## Une nouvelle pédagogie

### Redécouvrir l'espace
Dans les années 1970, peu d'endroits sont encore méconnus et l'information est facile d'accès. Pour autant, l'apprentissage scolaire n'est pas chose aisée, particulièrement pour ce qui concerne la question du rapport des hommes à l'espace. C'est pour cette raison que les enseignants doivent intégrer les apports de la géographie humaine.

### La géographie comme science
Armand Frémont ne voit que l'approche et les outils des sciences dures pour adapter la géographie à la postmodernité et à un monde de plus en plus globalisé. La géographie à l'école et à l'université devrait être enseignée comme une activité scientifique. La rigueur scientifique est nécessaire à l'analyse de l'espace vécu.

### Un art de l'espace
Armand Frémont pousse les géographes à développer et à manifester une sensibilité artistique dans leurs travaux. Afin d'attirer davantage les non initiés, le géographe doit s'intéresser à la vision de l'espace des romanciers et des artistes qui n'est pas du tout la même que la sienne. Il peut ainsi prendre conscience de la dimension subjective de l'espace défini comme construction intellectuelle et émotionnelle.
La pédagogie passe par la création, il est donc important de permettre aux jeunes générations de définir et de réaliser l'espace qui leur convient. 
On peut résumer la pédagogie de l'espace vécu par ses quatre piliers : il s'agit de découvrir, de penser, de rêver et de créer l'espace. La région est bel et bien l'espace qui regroupe et confronte toutes les problématiques de la notion d'espace vécu.

## Sources
- Armand Frémont, La région, espace vécu : Mélanges offerts à A.Meynier, Rennes, P.U.B, 1972, p. 663-678
- Armand Frémont, La région, espace vécu, Flammarion, 1999 (édition originale 1976)
- Jacques Chevalier, « Espace de vie ou espace vécu ? L'ambiguïté et les fondements de la notion d'espace vécu », L'Espace géographique, Année 1974, 3-1, p. 68.